# Saint-Cernin, Cantal
Saint-Cernin är en kommun i departementet Cantal i regionen Auvergne-Rhône-Alpes i mitten av Frankrike. Kommunen ligger  i kantonen Saint-Cernin som ligger i arrondissementet Aurillac. År 2022 hade Saint-Cernin 1 047 invånare.

## Befolkningsutveckling
Antalet invånare i kommunen Saint-Cernin
Referens:INSEE

## Galleri

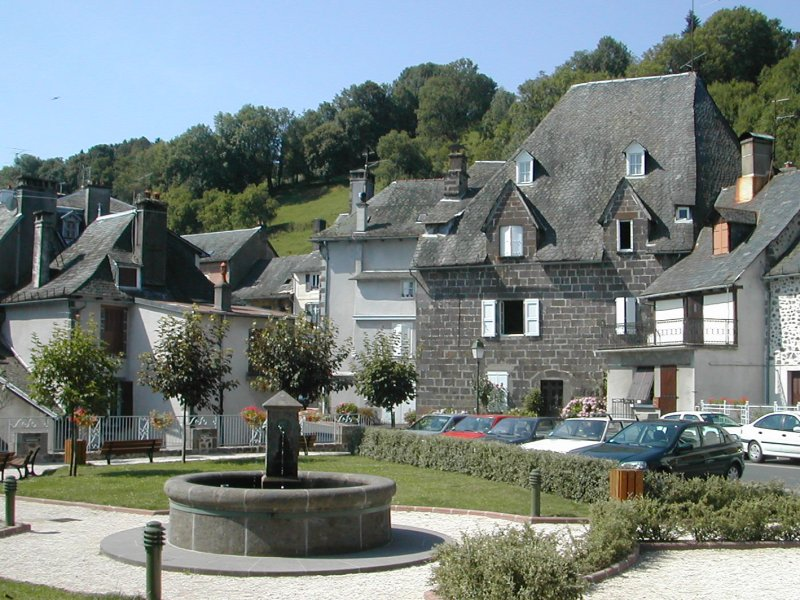